# Massacre de Mérindol

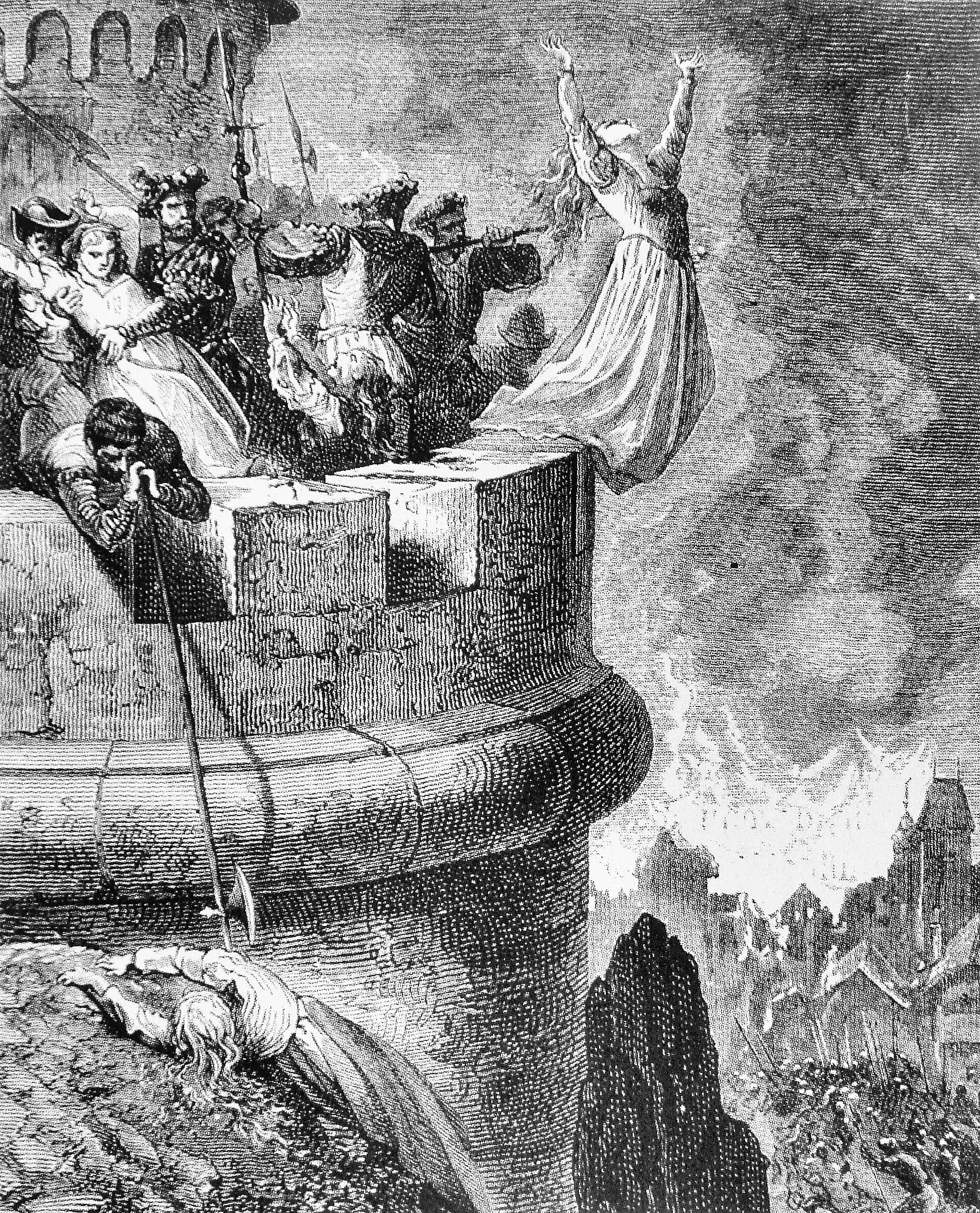
Massacre dos valdenses em Mérindol, 1545.

O Massacre de Mérindol ocorreu em 1545, quando o rei Francisco I de França ordenou que os valdenses da cidade de Mérindol, na França, fossem punidos por atividades religiosas dissidentes. Soldados papais e provençais assassinaram centenas ou até mesmo milhares de aldeões valdenses. O número de vítimas no massacre não é certo. Contemporâneos apresentam estimativas amplas: alguns de centenas, outros de milhares. De acordo com o rei, entre 6000 e 8000 foram mortos, incluídas 700 mulheres que foram queimadas em uma igreja. Outro relato aponta o número de 666 sobreviventes enviados às galés em Marselha, incluindo crianças e homens idosos; deste total, cerca de 200 morreram de fome e maus tratos.

## Prisão de Mérindol
Fora de Piemonte, na Itália, os valdenses se juntaram às igrejas protestantes locais na Boêmia, França e Alemanha. Eles se reuniram em Luberon e seguiram suas religiões de maneira cuidadosamente escondida. Quando os luteranos começaram a penetrar em sua região, as atividades dos valdenses foram escrutinadas pelo governo francês. Os valdenses tornaram-se mais militantes, construindo áreas fortificadas, como em Cabrières-d'Avignon, ou atacando uma abadia.
O Parlamento da Provença emitiu a "Arrêt de Mérindol", ou seja, a "Prisão de Mérindol", em 18 de novembro de 1541. Isso foi confirmado em 1545 por Francisco II depois que uma série de recursos acabou falhando. Em abril, Maynier levantou um exército de tropas provençais, ao qual se juntaram as forças papais do Condado Venaissino contra os valdenses de Mérindol e Cabrières-d'Avignon.

## Os massacres
Os líderes nos massacres de 1545 foram Jean Maynier d'Oppède, Primeiro Presidente da Parlamento de Provença, e Antoine Escalin des Aimars, que estava retornando das Guerras Italianas com 2000 veteranos, o Bandes de Piemonte. Escalin estava a caminho de lutar contra os ingleses na região de Bolonha depois de retornar de uma embaixada a Constantinopla, onde foi embaixador da França no Império Otomano. Enquanto estava na Marselha, em 1545, ele foi solicitado a ajudar Jean Maynier d'Oppède na repressão.

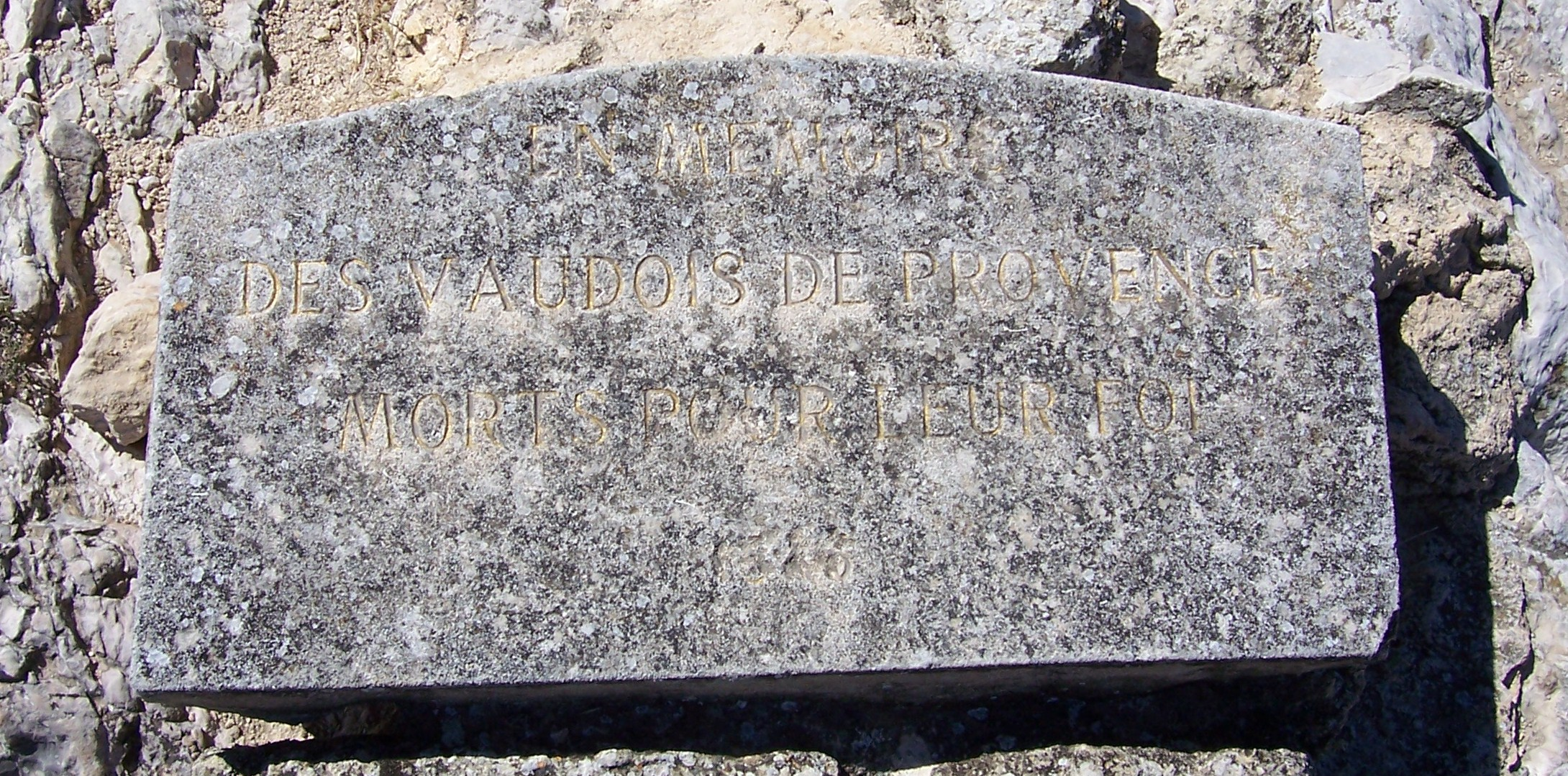
Placa em Mérindol: "Em memória dos valdenses que morreram pela sua fé".

Estes soldados tomaram as aldeias de Mérindol e Cabrières-d'Avignon e também devastaram aldeias valdenses vizinhas. Historiadores estimam que os soldados mataram centenas de milhares de pessoas. Eles capturaram sobreviventes e enviaram centenas de homens para trabalhos forçados nas galés francesas. No total, eles destruíram entre 22 e 28 aldeias. A execução de um jovem, um servo, poderia muito bem ter sido o primeiro exemplo de execução por esquadrão de fuzilamento na Europa por causas ideológicas.
Após isso, Francisco I e o Papa Paulo III aprovaram as ações tomadas; o papa recompensou Maynier com honras imperiais. Quando Henrique II assumiu o trono francês, no entanto, ele prometeu investigar o caso. O parlamento de Paris tentou os líderes dos ataques, mas acabou absolvendo todos menos um. Os massacres provavelmente influenciaram os valdenses a se tornarem mais ligados às igrejas calvinistas.